# Das Schwanenhaus

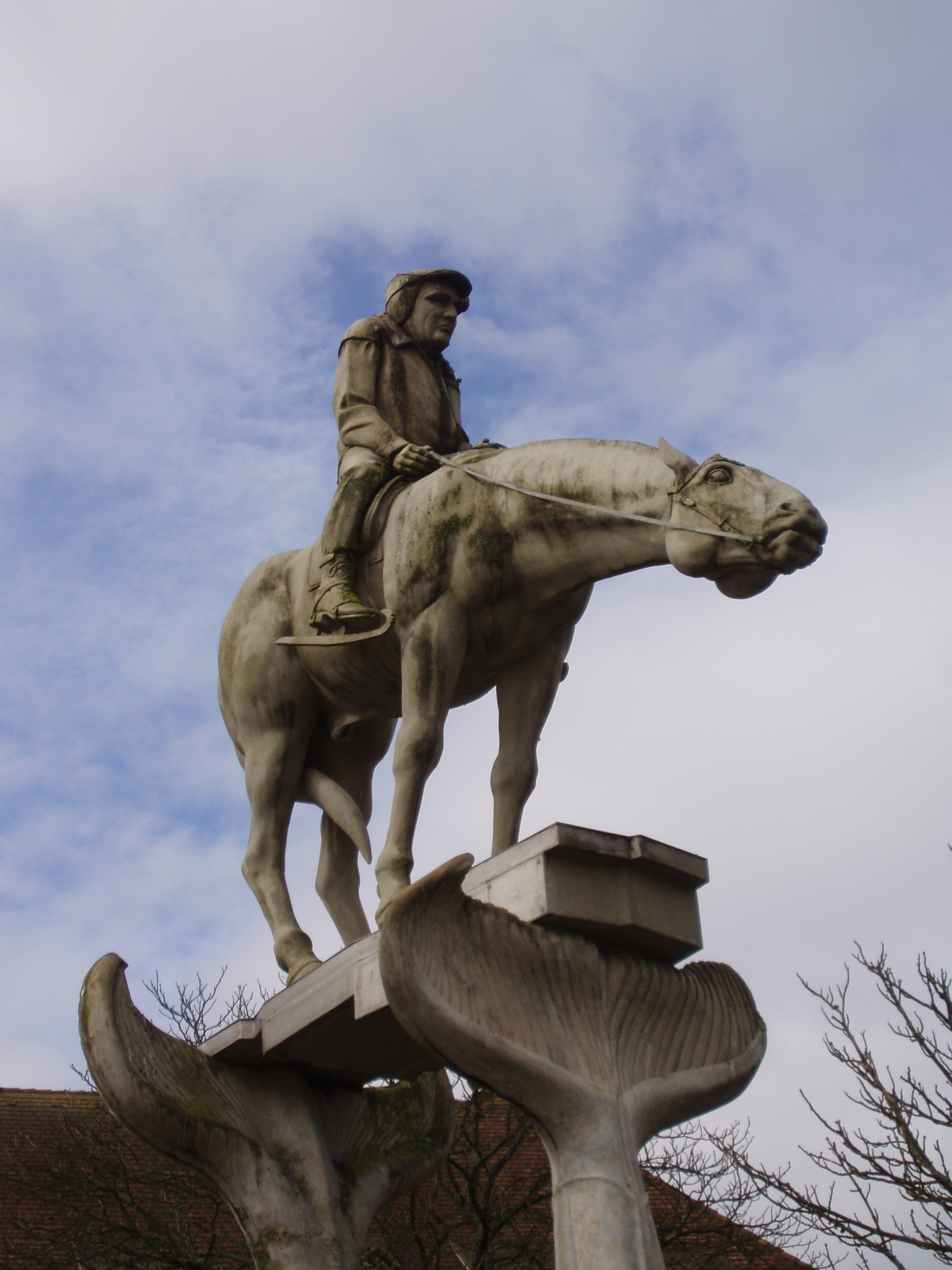
Darstellung von Martin Walser auf einem Brunnen in Überlingen – von Peter Lenk

Das Schwanenhaus ist ein Roman von Martin Walser. Das Buch erschien erstmals im Jahr 1980.

## Inhalt
Dr. Gottlieb Zürn, Immobilienmakler und Familienvater, hat schon lange keinen Vertragsabschluss mehr zustande gebracht. Schuld ist nicht nur die Konjunkturflaute, sondern vor allem sein innerer Widerstand, seine Kollegen als Konkurrenten anzusehen, sich durchzusetzen und draußen im feindlichen Leben zu kämpfen. Sein Ideal ist sein früh verstorbener und geschäftlich erfolgloser Vater, der stets etwas Leises und Duftendes an sich gehabt haben soll. Außerdem hegt er den Wunsch, sich als Dichter zu sehen – allerdings nicht als Dichter „auch für andere“ und schon gar nicht mit der Absicht, seine Werke zu Geld zu machen. Auch geht es ihm nicht darum, durch seine Gedichte Dinge auszudrücken, sondern sie im Gegenteil zu verschweigen – bzw. durch das Verschweigen anzudeuten, dass er etwas auszudrücken hätte, dies aber nicht tut. Zu sensibel und zugleich zu kindlich – er selbst sieht sich in seiner subjektiven Alterseinteilung, nach der er alle Menschen beurteilt, als etwa Zwölfjährigen – um als harter Geschäftsmann zu agieren, verliert er den Kampf um das Schwanenhaus, ein Jugendstilkleinod, wie es ihm sein hellsichtiger Bekannter Helmut Maier, allgemein Schaden-Maier genannt, voraussagt:
Ich sage es dir im voraus, das Schwanenhaus reißt sich Herr Kaltammer unter den Nagel. […] Jarl Graf Kaltammer-Aspergillus niger von der changierenden Seide, der kriegt das Schwanenhaus. Da kannst du machen, was du willst, Gottlieb. Das ist Gesetz. System. Objekte dieser Größe werden einfach auf der Kaltammer-Etage rangiert. Dies ist eine Kaltammergesellschaft. Diese Gesellschaft produziert Kaltammers wie Kaltammers Bauten Aspergillus niger produzieren. Und wie Kaltammers Bauten an dem kaltammerschen Aspergillus niger zugrunde gehen, so geht diese Gesellschaft an Kaltammers zugrunde.
Das Schwanenhaus, symbolträchtig mit Liebes- und Sehnsuchtsbildwerken geschmückt, fällt denn auch Kaltammers Profitdenken und damit der Abrissbirne zum Opfer.
Zürn, der seiner Frau Anna bislang Niederlagen stets verschwiegen hat, kann dieses Scheitern nicht verbergen. Doch Anna, die auch beherzt gegen andere Widrigkeiten des Lebens wie die pubertären Eskapaden ihrer vier Töchter angeht, meistert auch diese Situation. Es gelingt ihr, ihren unglücklichen Gatten, der sich phantasierenderweise mitunter in den Kinderwagen und an die Mutterbrust zurücksehnt, am Ende beruhigt in ihrem Arm einschlafen zu lassen.

## Motive
Das Schwanenhaus ist Programm: Sehnsuchts- und Liebesmotive zieren seine Räume und Fassaden. Explizit genannt wird eine Darstellung Ledas mit dem Schwan und ihren vier Kindern, vor der die unterschiedlichen Blickwinkel des Ehepaars Zürn nur zu deutlich werden: Gottlieb fühlt sich durch die Darstellung der nackten Leda angeregt und möchte am liebsten in dem denkbar ungeeigneten, weil bereits möbellosen und von Interessenten umschwärmten Schwanenhaus in die Rolle des Schwans schlüpfen, Anna jedoch richtet ihr ganzes Augenmerk auf die vier aus den Eierschalen purzelnden Kinder, die sie an ihre eigene Familie erinnern. Geradezu regelmäßig, so kommt es Gottlieb jedenfalls vor, macht sie mit solch verhindernden Bemerkungen seine Annäherungsversuche zunichte. Doch als einmal Anna auf Gottlieb zugeht, fühlt er sich seinerseits nicht in der Lage, auf ihre Wünsche einzugehen. Erst im ruhigen Schlaf am Ende zeigen sie sich schließlich friedlich, wenn auch nicht erotisch vereint.
Ein anderes Bild zeigt ein unvereintes, aber sehnsüchtiges Paar diesseits und jenseits eines Gewässers voller Schwäne. Eine Inschrift macht deutlich, woran der Betrachter zu denken hat: an Lohengrins Geschichte.
Die auf einem Schwan in die Höhe rasende nackte Frau, die im Treppenhaus zu sehen ist, bleibt dagegen unkommentiert.
Bei einer Versteigerung des Inventars bietet Gottlieb unter anderem für eine Jugendstilleuchte, die eine ähnlich ekstatische Frauenfigur zeigt. Doch auch hier ist er der Verlierer: Paul Schatz, neben Jarl F. Kaltammer sein größter Konkurrent, erwirbt die Schöne für sich. Als Gottlieb wenig später einen Auffahrunfall auf Schatz’ Wagen verursacht, schenkt ihm Schatz großzügig den zersprungenen Torso seines Ideals. Auch hier kann er nicht erhalten, was er sich eigentlich wünscht.
Kombiniert mit dem Motiv der Infantilität erscheint das Schwanenmotiv in Gestalt eines ausgewachsenen, aber nach wie vor wie ein Jungtier braungefleckten Schwans, den das Tierheim aus Platzmangel im Schwanenhaus unterbringen lässt. Dieser Fehlgriff der Natur reagiert so aggressiv auf seine Umgebung, dass er schließlich erschossen werden muss.
Armin, der Hund der Familie Zürn, wird von seinen Besitzern explizit als infantil bezeichnet. Ihm gelingt es allerdings, durch seine Schönheit, sein unterwürfiges Verhalten und seine Schmeicheleien seine Umgebung mit seinen Mängeln zu versöhnen.
Paul Schatz, der fast immer erfolgreiche Kollege, der sich ungemein gesellschafts- und umweltpolitisch engagiert gibt und überall als mustergültiges Vorbild gilt, obwohl er eiskalt seine Provisionen einstreicht, tritt einmal in einem Anzug auf, der den Matrosenanzügen der Kindheit nachempfunden ist. Ihm gelingt es, beinahe jedermanns Liebling zu sein. Auf einer Party wird von IHM denn auch nur in Form dieses Pronomens gesprochen, als handle es sich um eine Gottheit. Er scheint einem heimlichen Ideal Zürns ziemlich nahezukommen:
Alle sollten seine Eltern sein wollen.
Zu allem Überfluss pflegt Schatz auch bei jeder Gelegenheit von seinen Eltern, die beide noch am Leben sind, zu erzählen, und schürt damit Zürns Neid.
Neben dem Schwanen- und dem Kindlichkeitsmotiv wird, ähnlich wie in der Novelle Ein fliehendes Pferd die Wanderer-Fantasie, auch hier ein Musikstück gleichsam zum Leitmotiv. Diesmal ist es Beethovens Eroica, die Gottlieb Zürn in all seinen Kämpfen und Niederlagen begleitet.

## Bezüge zu anderen Büchern Walsers

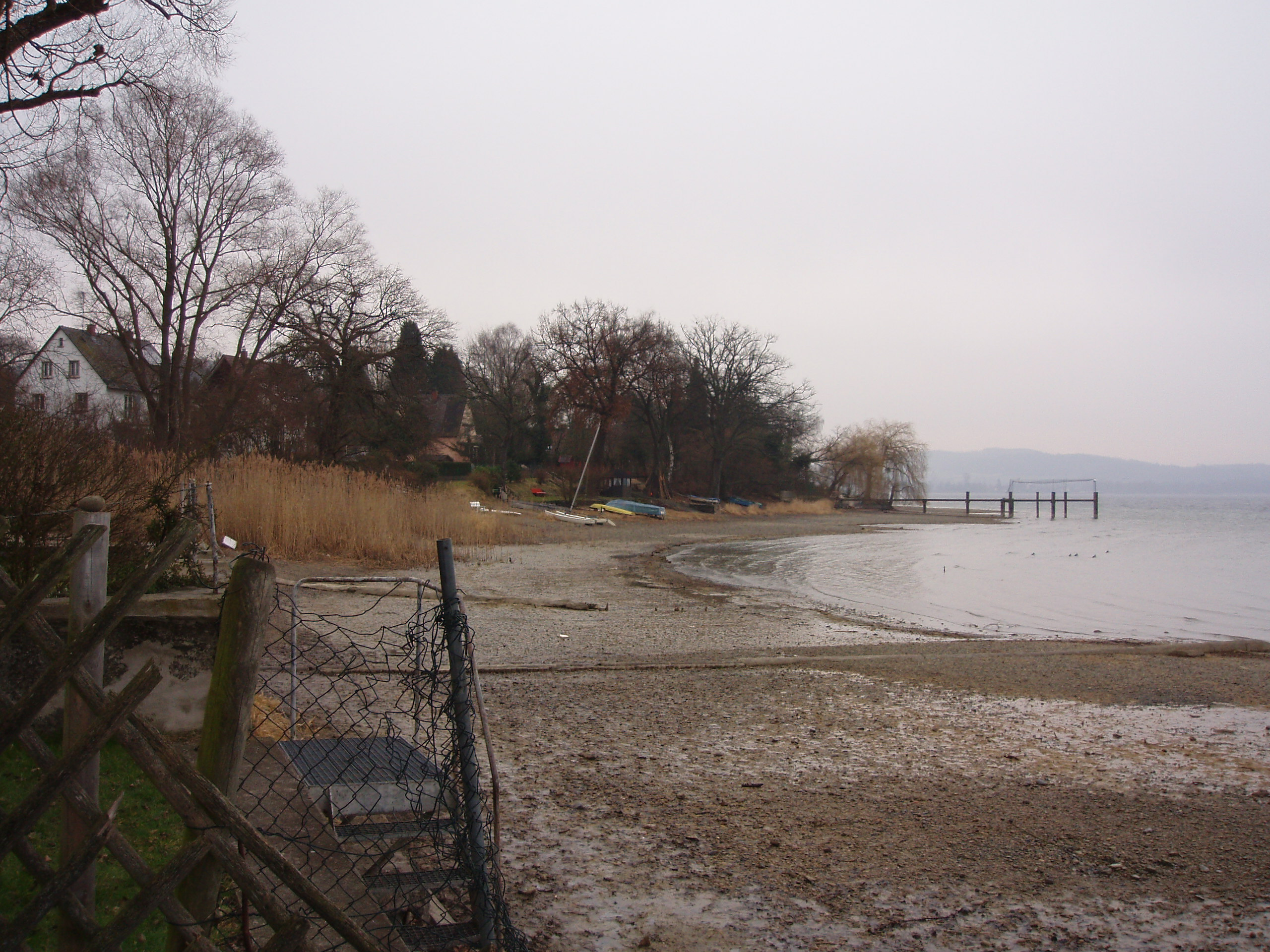
Blick auf den See in Nussdorf

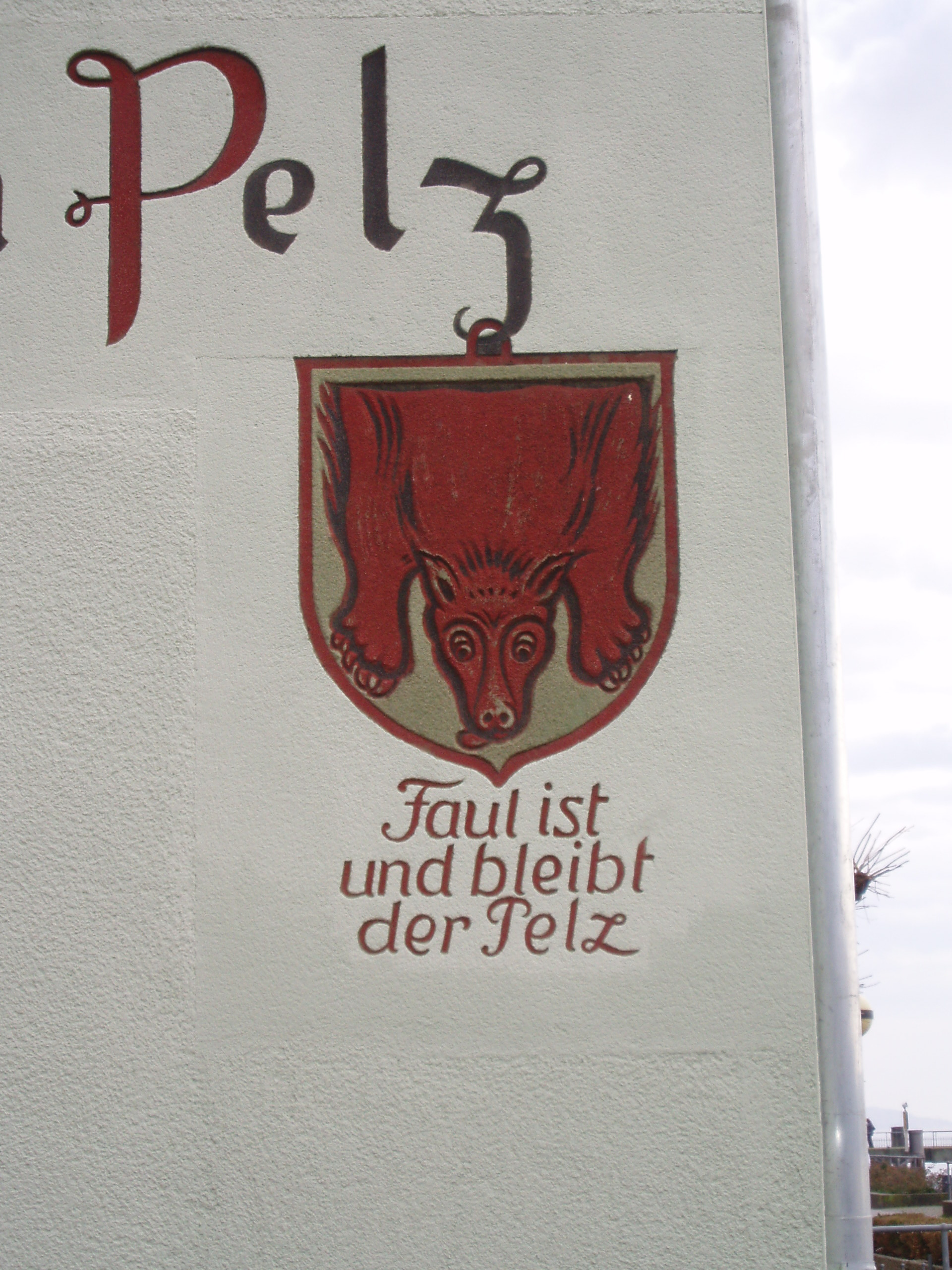
Im Faulen Pelz in Überlingen sind Zürns Kollegen oft anzutreffen

Dr. Gottlieb Zürn ist auch der Protagonist der Romane Jagd und Der Augenblick der Liebe von Martin Walser. Darüber hinaus ist er der Vermieter der Ferienwohnung, die das Ehepaar Halm, bekannt aus Ein fliehendes Pferd und Brandung, jahrelang bewohnt. Die Handlung von Das Schwanenhaus spielt offenbar einige Zeit nach der von Ein fliehendes Pferd und zeitgleich mit der des Romans Seelenarbeit. Xaver Zürn, der Held dieses Romans, ist ein Vetter von Gottlieb. Er wird zwar in Das Schwanenhaus nicht erwähnt, wohl aber seine Frau, die auf der Suche nach ihrer durchgebrannten Tochter Julia ist. Ein weiterer Vetter, Franz Horn, erscheint in Das Schwanenhaus am Rande. Er ist seinerseits der Protagonist in den Romanen Brief an Lord Liszt und Jenseits der Liebe.

## Handlungsorte
Zürns Haus, dies geht aus der Novelle Ein fliehendes Pferd hervor, hat man sich in Nussdorf, dem Wohnort des Autors, zu denken. Die Stadt, in der sich viele Szenen, insbesondere zwischen den Maklerkollegen und -konkurrenten abspielen, ist Überlingen und das umkämpfte Schwanenhaus steht inmitten der Stadt am Bodensee.

## Bezüge zur Biographie des Autors
Walser verarbeitete immer die Erlebnisse und Verletzungen, die das Leben für ihn bereithielt, in seinen Werken. Gottliebs Schwierigkeiten mit der Gesellschaft, mit seinem Alter, mit seiner Beziehung zu seiner Frau und seinen Kindern sind sicher Themen, die den Autor zur Entstehungszeit des Buches auch persönlich beschäftigten. Eine deutliche Parallele zwischen Romanfigur und Autor zeigt sich auch in der Familienkonstellation – auch Martin Walser hat vier Töchter.